# إلفيس سينوسيك
إلفيس سينوسيك (بالإنجليزية: Elvis Sinosic؛ مواليد 13 فبراير 1971) هو مُقاتل فنون قتالية مختلطة أسترالي.

## وصلات خارجية
- إلفيس سينوسيك على موقع يو إف سي (الإنجليزية)
- إلفيس سينوسيك على موقع شيردوغ (الإنجليزية)
- إلفيس سينوسيك على موقع Tapology.com (الإنجليزية)
- إلفيس سينوسيك على موقع IMDb (الإنجليزية)
- إلفيس سينوسيك على موقع قاعدة بيانات الفيلم (الإنجليزية)